# Пуджари
Пуджари — священнослужитель в индуизме, совершающий пуджу для мурти определённого бога в храмах, а также по приглашению в домах верующих.
Как правило, пуджари должны знать наизусть и воспевать различные мантры и молитвы на санскрите, а иногда и на других языках и уметь совершать сложные религиозные церемонии. Обычно пуджари принадлежат к варне брахманов или, в тех течениях индуизма, которые не признают наследственность кастовой системы — имеют брахманическую инициацию. В Индии, пуджари также иногда называют «арчака». Во время фестивалей, пуджари часто руководят торжествами. Обычно пуджари отличаются большой учёностью.

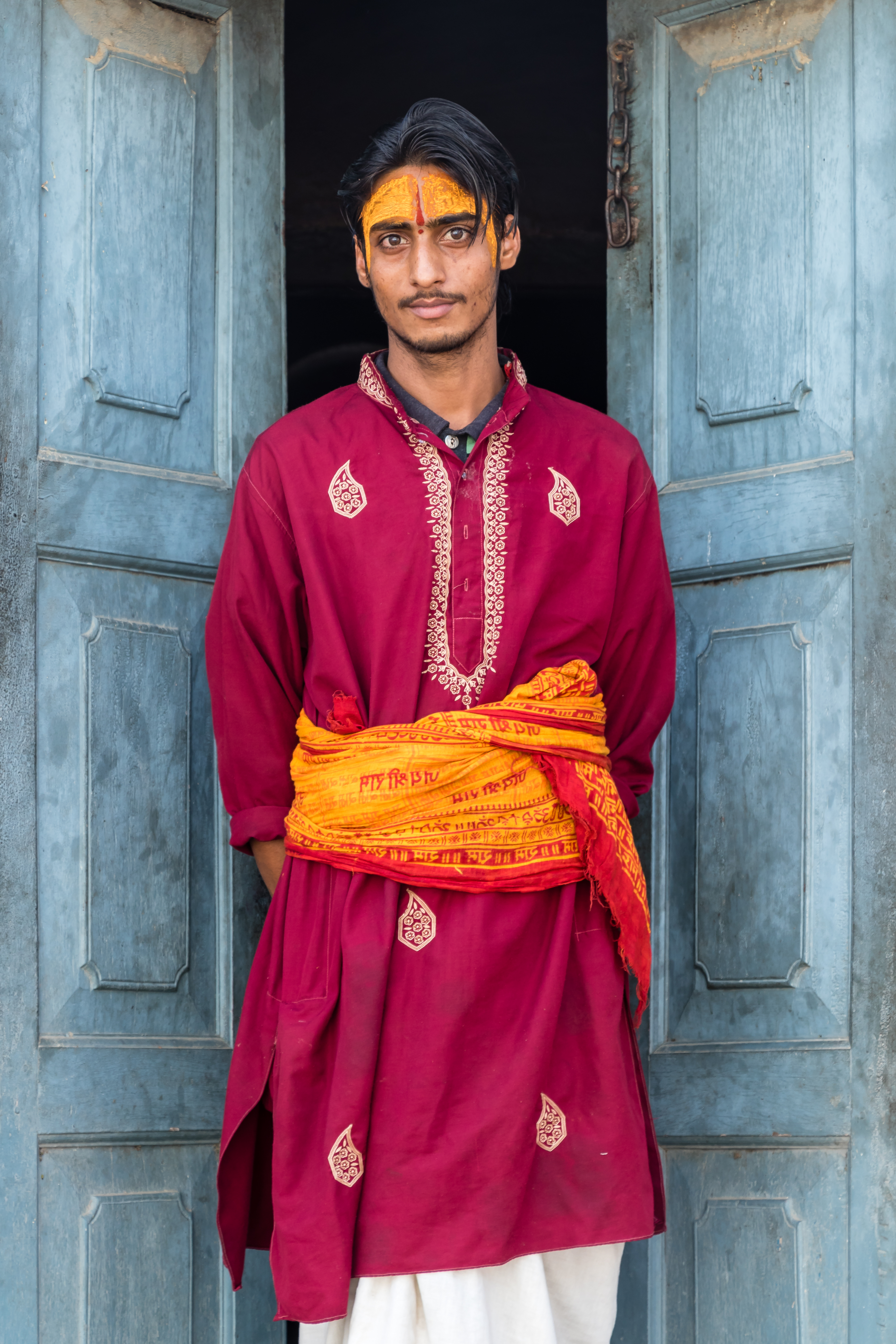
Пуджари в храме Джанаку Мандир, Джанакпур, Непал